# Bernd Rasem
Bernd Rasem ist ein deutscher Fernsehjournalist, Moderator und Universitätsdozent.

## Werdegang
Bernd Rasem ist seit 2019 Teil des Moderations-Teams von Phoenix. Er moderiert regelmäßig die Sendungen Phoenix vor Ort und das Format Phoenix der Tag. Darüber hinaus arbeitet er als Redakteur, Reporter und Moderator für die Nachrichtensendung NDR aktuell beim Norddeutschen Rundfunk in Hamburg und ist auch als Reporter für die ARD tätig.
Neben seiner Karriere im Journalismus engagiert sich Rasem auch in der Lehre und Forschung. Er ist als Universitätsdozent an der TU Ilmenau tätig und leitet Seminare zum Thema „Mobile Reporting“, bei denen er den Studierenden beibringt, journalistische Beiträge komplett mit dem Smartphone zu produzieren, einschließlich Filmen, Schnitt und Voiceover.
Im Jahr 2020 schloss Rasem seine Dissertation mit dem Titel „Der Nachrichten-Newsroom eines Fernsehsenders. Eine qualitative Analyse am Beispiel des Norddeutschen Rundfunks“ ab.
Einer seiner journalistischen Schwerpunkte ist Mobiler Journalismus.